# 潘帕尼托市

潘帕尼托市（西班牙語：Municipio Pampanito），是委內瑞拉的一個市，位於該國西部特魯希略州，首府設於潘帕尼托，始建於1990年，面積93平方公里，2001年人口22,159，人口密度每平方公里238.3人。